# ファントム (スーザン・ケイの小説)
『ファントム』 (Phantom ) は、ガストン・ルルーの『オペラ座の怪人』を基にした1990年のスーザン・ケイによる小説。タイトル・キャラクターのエリックの半生を描いている。

## あらすじ
1831年夏、エリックがフランス西部ルーアン近郊のボシャビルに生まれる。イギリス女性とフランス人建築家のもとに生まれた美しい母はわがままで虚栄心が強く、生まれた時から醜いエリックをさげすみ、仮面をつけさせ、名付けることすらできない。代わりに彼を洗礼した年配の神父と同じ名を付ける。母はエリックを恥ずかしいと思うだけでなくエリック本人の安全のため、迷信的な村人たちの目を自分とエリックに向けないようエリックを家の中に閉じ込める。
エリックは母から言葉や肉体的暴力を受ける。鏡を見せられたエリックは魅了され、鏡は魔法だと思い込む。鏡の虜となり、エリックはすぐにイリュージョンの使い手となり、人々に見せたいものを見せられるようになる。幼い頃からエリックは建築に強い興味を見せ、高名な教授から個人的に指導を受ける。しかし彼の一番の才能は音楽であり、作曲家および演奏家として類まれなる才能を持っている。だが母は歌手への夢を応援せず、エリックの美声は神から与えられたものではないと主張する。
エリックが9歳の頃、母はハンサムな村の新しい医者に興味を持ち、エリックは動揺する。エリックは新たに催眠術の才能を発揮し、母を家に閉じ込めて医者との進展を止めさせる。村人たちがエリックの愛する犬を殺したことからエリックと村人たちの関係は最悪の事態となる。エリックは母を楽にさせようと家出する。食べ物もなく約1週間が経ち、エリックは森の中でジプシーたちと遭遇する。エリックは泥棒で捕まり、仮面を外される。顔を見られ、見世物小屋司会者のジャヴェールは「生ける屍」としてエリックを見世物にすることにし、エリックは檻に入れられる。見世物となる時は顔がよく見えるよう手足を縛られ、ジャヴェールはエリックをよく殴るなど虐待される。しかしエリックにとって徐々に自由度が増し、子供の頃に習得したイリュージョンなども見せるようになる。エリックはジプシーたちとヨーロッパを興行し、語学を習得し、薬草を学んだが、12歳の頃、酒に酔ったジャヴェールに性的虐待されそうになり、エリックはジャヴェールを殺害して逃げる。
ローマの祭でパフォーマンス中、エリックは 熟練石工のジョヴァンニと出会い、彼の見習いとなる。すぐに設計および建築を習得し、ジョヴァンニの指導を受けながら幸せに数年間を過ごし15歳となる。ジョヴァンニの甘やかされた10代の娘ルチアーナが卒業後戻ってくる。ルチアーナはエリックに恋するが、エリックはルチアーナに好意を伝えることができずに2人はうまくいかず、ルチアーナはエリックを責めてエリックの持ち物を壊そうとする。エリックの素顔を見たルチアーナは恐れてテラスの岩に逃げて誤って落ちて亡くなり、エリックはジョヴァンニのもとを去る。エリックはヨーロッパやアジアを興行団体と共に巡る。
4年後、マーザンダラーン州警察署長ナーディルがエリックを探し出し、エリックは死刑執行人、魔術師およびペルシアのシャーの専属技術者となる。シャーの母カナムを楽しませるためにエリックは高度なブービートラップや拷問装置を開発する。エリックはナーディルとの友情を育む。エリックはシャーの宮殿を設計および建設するが、政治問題に巻き込まれ毒殺されそうになったところをナーディルに助けられる。自分が暗殺対象となっていることが判明したため逃亡し、フランスに戻る。
幼い頃からエリックはパリのオペラ座を設計することが夢であったが、設計士のコンテストがあったことを知らなかった。エリックは優勝者のシャルル・ガルニエと取引し、パリ国立オペラのガルニエ宮の設計および建設に携わることとなる。地下の湖が作られ、他の者たちが知らぬうちにエリックは地下に迷路のような トンネルや通路を作り、エリックが人々の目から逃れて住めるような隠れ家を作る。
発明家および設計士として優れているだけでなく、エリックは音楽の才能もあり、しばしばオペラ座の業務に関わる。人前に顔を晒したくないため、エリックは幽霊のふりをして支配人たちを脅迫してエリックの思う通りにさせ、迷信的な従業員たちを利用する。
エリックはクリスティーヌ・ダーエと出会い、 生まれた時から残酷な仕打ちに遭っていたエリックが初めて人を愛する。

## 登場人物
- エリック - 主人公。姓は明かされていない。1831年、フランスのボシャビルで生まれて1881年までそこに住み、以降ガルニエ宮地下のアヴィアン湖の「湖上の家」に住んでそこで亡くなる。言葉に表せないほど醜く、落ち窪んでちぐはぐな目、曲がった口、穴が開いているだけで鼻はなく恐ろしく不気味な顔をしている。骸骨のように痩せており、背が高く、異常に指が長いため人間離れして器用である。常に顔全体を覆う仮面をし、高価な仕立服と手袋をして恐ろしい姿を隠している。体はとても冷えている。性的に未熟であり、ほとんどの女性はエリックの見た目に恐怖を抱き、ルチアーナのように死に至ることもある。少年の頃レイプされそうになる。感情の起伏が激しく、身に降りかかる様々な悲劇やモルヒネ中毒により 徐々に正気が失われる。
- マドレーヌ - エリックの母。我儘で幼稚なマドレーヌは妊娠中に夫シャルルを仕事中の事故で亡くし、エリックを1人で生み育てる。エリックに対し全く優しさがなく、不快であり恐れを抱いている。エリックを屋根裏で1人で寝かせ、常に仮面をつけさせ、何があろうと外出を禁じる。しばしばエリックを殴り、愛情を見せることはめったにない。時々率直で堅実な幼馴染のマリー・ペローからエリックに愛情を注ぐよう注意される。エリックが村人たちから刺されそうになった時、マドレーヌは息子を愛していることに気付く。時すでに遅く、この時エリックは母に何も告げずに家を出ていた。
- ジャヴェール - ジプシー・バンドと共に巡業する男。エリックの雇い主であり、エリックを何年も檻に閉じ込め、酷く鞭で殴る。ある夜、エリックをレイプしようとして、エリックの最初の殺人被害者となる。
- ジョヴァンニ - 年老いたイタリアの石工職人。ある朝現場で13歳のエリックを見つけ、見習いとして雇う。実の息子がいないジョヴァンニは、エリックに技術を教えながら息子のように愛情を注ぐ。エリックはジョヴァンニのもとで活躍し、エリックの心の闇が増幅してもジョヴァンニはそれを抑制するのを助ける。2人の信頼関係はジョヴァンニの末娘ルチアーナの帰郷により崩れていく。エリックにとってジョヴァンニが唯一父と呼べる存在であり、尊敬できる英雄であった。2人の信頼関係が崩れて以降エリックは他の誰にも「sir」と呼びかけることはなくなる。
- ルチアーナ - ジョヴァンニの4人いる娘のうちの末娘。13歳でとても甘やかされて育っている。ジョヴァンニが見習いを雇ったと聞いて修道院付属学校から予定より早く戻ってくる。エリックのミステリアスな雰囲気に惹かれ、すぐにエリックを好きになるが気持ちを伝えることができずエリックをからかったり悩ませたりする。エリックも年齢の割に美しいルチアーナに魅了される。ルチアーナはジョヴァンニにエリックの仮面を外すようお願いし、ルチアーナはエリックの醜さを見て逃げ、2階の壊れた屋根から落ちて亡くなる。
- ナーディル・カーン - ルルーの原作では単に「ペルシア人」として描かれている。エリックの友人で数少ない味方の1人。マーザンダラーン州警察署長として、ニジニ・ノヴゴロドからエリックを連れてくるようシャーから派遣される。ナーディルは道徳的な男で、妻ルキーヤを亡くして以来再婚していない。他の多くのペルシア王族と違い、元来一夫一婦制を好み、マーザンダラーンの政府を嫌う。ナーディルとエリックは他の者の命を救う過程でより親密になる。ナーディルはシャーからの命令でエリックを監視し、そして守る。ちなみに「Nadir」は英語で「最低」、「深い落胆」を意味する。
- レイザー - ナーディルの息子。テイ＝サックス病で亡くなる。レイザーはエリックに懐き、エリックもレイザーに愛情を感じ、可愛らしいおもちゃを作ってやったり、痛みを和らげようとする。レイザーの病気による激痛が起こり、回復の見込みもなく、ナーディルはレイザーに安楽死の薬を与えるにしのびなく、エリックが代わりに与えてレイザーは亡くなる。以降エリックとナーディルの関係は複雑になる。
- ペルシアのシャー - ペルシアの統治者。ナーセロッディーン・シャーとされる。自己中心的でどうしようもない。母親の操り人形である。危険で強力な男であるが、ナーディルはシャーとエリックの身の上を心配する。
- 太后 - スルタナまたはリトル・スルタナ。ペルシア最強の恐ろしい女性。痛みを伴う呪術に熱中している。死を喜ぶ熱心で執拗な情熱を持つ。エリックの恐ろしい見た目に興味を持ち、早期にエリックへの欲望を募らせ、意地の悪さを心に抱く。エリックは太后が自分に興味があることに全く気付いていなかったが、それを知った時は太后の傲慢さからきているのだと思う。
- クリスティーヌ・ダーエ - 美しく若いスウェーデン人のコーラス・ガール。エリックとオペラ座で出会う。エリックを亡き父が語っていた「音楽の天使」と信じる。彼女は完璧なピッチと素晴らしいビブラートで天使をも泣かせるほどの声の持ち主であるが、音楽の天使に対してなんの感情も持っていない。エリックは彼女の声を適切に訓練し、クリスティーヌは素晴らしい歌声を持つようになる。クリスティーヌが主役を演じるとすぐに歌姫カルロッタの陰謀により主演を外される。マドレーヌが亡くなった1861年に生まれ、マドレーヌにほぼそっくりの容姿をしている。
- シャルル - 1881年頃に生まれたクリスティーヌとエリックの息子。ラウルとクリスティーヌの結婚式数か月後に生まれ、ラウルは自分がシャルルの実の父であり得ないとわかっている。シャルルはラウルにもクリスティーヌにも似ておらず、エリックのハンサムな父シャルルの肖像画に酷似している。シャルルはとてもハンサムな才能ある少年で素晴らしい音楽家である。エリックの死から17年後、ラウルはシャルルをオペラ座に連れていく。
- ラウル・シャニュイ子爵 - 舞台上のクリスティーヌが幼い頃の初恋の相手だと気付く。のちに結婚し、クリスティーヌはオペラをやめる。クリスティーヌが癌で亡くなった後も息子シャルルを育てる。シャルルはエリックの息子とされる。
- カルロッタ - スペイン出身で、ガルニエ宮の我儘な歌姫。
- マダム・ジリー - エリックのボックス席の案内係。エリックの必要に応じて行動し、エリックと直接連絡を取れる数少ない人物の1人。メグ・ジリーの母親。
- メグ・ジリー - 想像力豊かな生意気な少女で、クリスティーヌの「オペラ・ゴースト」の話を聞いてゴシック小説でも書くべきだとからかう。マダム・ジリーの娘でバレエ・ダンサー。
- デビエンとポリグニー - ガルニエ宮旧支配人。ポリグニーは怖がりのため、エリックの陰謀のターゲットとなる。
- モンチャミンとリカルド - オペラについてあまりよく知らないオペラ座新支配人。旧支配人のようには簡単に騙されないと語り、エリックを無駄に怒らせる。傲慢で横柄で得体の知れない「オペラ・ゴースト」にいらいらしている。モンチャミンは小柄でリカルドは大柄。
- サー-シャ - エリックが子供の頃に飼っていた犬のコッカー・スパニエル。エリックを捕らえようした民衆に殺され、翌日エリックは家出する。
- アイーシャ - 1871年のパリ・コミューンの際、エリックがパリの街角で拾ったシャムネコ。この頃食肉が乏しく、猫や馬が食肉として使用されていた。ある日、エリックはクリスティーヌに触れることを恐れて代わりにアイーシャを撫でるとクリスティーヌが嫉妬する。

## 言及
この作品は続編ではないが、ルルーの『オペラ座の怪人』の改作に近いとされる。主にルルーの文章になぞっているが、身の上を語る上でアンドルー・ロイド・ウェバーのミュージカル『オペラ座の怪人』の歌詞の一部もいくつか使用されている。またロン・チェイニー主演映画『オペラの怪人』からも引用されている。ジャヴェールの名はヴィクトル・ユーゴーの小説『レ・ミゼラブル』で20年に亘りジャン・ヴァルジャンを追跡するジャヴェール警部から採られている。虚栄心の強い幼稚な母はギュスターヴ・フローベールの『ボヴァリー夫人』のエマ・ボヴァリーと同様に平凡な田舎町に住み、医者と不倫する。
ケイはこの作品を完成させるのに18ヶ月をかけ、この間ケイはアメリカやローマへ赴き、小説の舞台となる19世紀の様々な生活様式を研究した。ケイは他にマンロー・バトラー・ジョンソンによるニジニ・ノヴゴロドのヴォルガ川紀行、ジョージ・カーゾンやレディ・シェルによるペルシア紀行、クリストファー・ミードによるシャルル・ガルニエに関する論文などを参照した。
多くの参考文献があるが、結末が他の作品と全く違っているためケイはこの小説をオリジナルとしている。大きな差異は、ルルーの小説での有名なバッタとサソリのシーンが完全に削除されている他、ルルーの小説で大きくは触れられていない、エリックのペルシア時代を詳述している。

## 出版
数年間、『ファントム』は絶版となり古書店でのみ入手可能であった。2004年、映画『オペラ座の怪人』が公開されるとファンからの要望があがり、古書の価格が急騰した。2005年10月、ルミナ・プレスから再版された。スウェーデンでは初版のみが出版され、希少になった。Lena Torndahlによるスウェーデン語版では、クリスティーヌが枕元に巨大な蜘蛛を発見してエリックに殺すよう頼むシーンがカットされた。小説ではエリック自身と蜘蛛を比較するくだりがある。
ハードカバー
- Delacorte Press, 1991, ISBN 0-385-30296-7
- Llumina Stars, 2005, ISBN 978-1933626031

ペーパーバック
- Island Books, 1992, ISBN 0-440-21169-7
- Llumina Press, 2005, ISBN 978-1933626000

電子書籍
- Llumina Press, 2010, ISBN 978-1-60594-8454

## 舞台化

### 日本での上演

#### スタジオライフ
2011年6月9日-27日、「PHANTOM The untold story ～語られざりし物語～」、会場シアターサンモール
- 脚本・演出：倉田淳
- 映像・美術：マット・キンリー
- 照明：ニック・シモンズ
- エリック：山本芳樹・林勇輔（ダブルキャスト）
- マドレーヌ：青木隆敏・及川健（ダブルキャスト）
- マンサール神父：山﨑康一
- マリー・ペロー：関戸博一・緒方和也（ダブルキャスト）
- ギゾ教授：倉本徹
- エティエンヌ・バリー：笠原浩夫・曽世海司（ダブルキャスト）
- ジャベール：堀川剛史・牧島進一（ダブルキャスト）
- デューニカ：深山洋貴
- ジョバンニ：曽世海司・笠原浩夫（ダブルキャスト）
- ルチアーナ：松本慎也
- 他：篠田仁志・大沼亮吉・冨士亮太・神野明人・原田洋二郎・鈴木智久・平居正行・藤原啓児

2012年10月6日-24日、「PHANTOM 語られざりし物語 The Kiss of Christine」、会場シアターサンモール
- 脚本・演出：倉田淳
- 映像・美術：マット・キンリー
- 照明：ニック・シモンズ
- エリック：笠原浩夫・山本芳樹（ダブルキャスト）
- エリック（子供時代）：林勇輔
- クリスティーヌ：関戸博一・松本慎也（ダブルキャスト）
- マドレーヌ：及川健
- ナーディル：石飛幸治
- マンサール神父：山﨑康一
- マリー・ペロー：緒方和也
- ギゾ教授：倉本徹
- ラウル・ドゥ・シャニー：曽世海司・岩﨑大（ダブルキャスト）
- ジャベール：堀川剛史
- ジョバンニ：佐藤滋(客演) ・笠原浩夫（ダブルキャスト）
- ルチアーナ：関戸博一・松本慎也（ダブルキャスト）
- ガルニエ：笠原浩夫 ・仲原裕之（ダブルキャスト）
- ポリーニ：藤原啓児
- 他

2015年11月11日-12月7日、「PHANTOM -THE UNTOLD STORY」
、会場シアターサンモール
- 脚本・演出：倉田淳
- 映像・美術：マット・キンリー
- 照明：ニック・シモンズ

【Part1】
- エリック：山本芳樹・松本慎也（ダブルキャスト）
- マドレーヌ：関戸博一
- マンサール神父：牧島進一
- マリー・ペロー：緒方和也
- ギゾ教授：倉本徹
- エティエンヌ・バリー：船戸慎士
- ジャベール：奥田努
- ジョバンニ：笠原浩夫・曽世海司（ダブルキャスト）
- ルチアーナ：久保優二
- 他

【Part2】
- エリック：山本芳樹・笠原浩夫（ダブルキャスト）
- クリスティーヌ：久保優二
- マドレーヌ：関戸博一
- ナーディル：石飛幸治
- マンサール神父：牧島進一
- マリー・ペロー：緒方和也
- ギゾ教授：倉本徹
- ラウル・ドゥ・シャニー：曽世海司
- ジャベール：奥田努
- ジョバンニ：笠原浩夫・曽世海司（ダブルキャスト）
- ルチアーナ：久保優二
- ポリーニ：藤原啓児
- 他